# The Pied Pipers
Jo
A Pied Pippers népszerű amerikai énekegyüttes. Az 1930-as évek végén alakult meg. Az 1940-es évek során számos slágerük volt a slágerlistákon, többek között Tommy Dorsey és Frank Sinatra előadásában is.

## Az együttes
Az együttes megalakulásakor hét férfiból állt (John Huddleston, Hal Hopper, Chuck Lowry, Bud Hervey, George Tait, Woody Newbury, Dick Whittinghill), akikhez egy énekes, Jo Stafford is csatlakozott. Sikerekeik voltak. Amikor 1939-ben Tommy Dorsey is megjelent, kvartetté csökkent az együttes. A Dorsey Orchestra-val 1940-ben 12 héten át az Egyesült Államok slágerlistáinak első helyén szerepeltek. Ebben Sinatra is részvevő volt. Glenn Miller, gyorsabb tempóban rögzítette, de a Pipers és Sinatra is egy intimebb felvételt akart. Találkoztak a szerzővel, Ruth Lowe-val. Dorsey azt javasolta, hogy úgy adják elő, mintha privátban találkoznának a zongoránál. Az I’ll Never Smile Again Tommy Dorsey egyik legnagyobb slágere lett.
Jo Stafford szólóban is énekelt a zenekarral.
1942-ben (a háború következtében is) alaposan átalakult az együttes. Jo Stafford átmeneti szünetet tartott a Pipersnél, hogy több időt tölthessen férjével, Paul Westonnal, aki a hadseregben szolgált. John Huddleston helyére Hal Hopper érkezett. 1944-ben June Hutton folytatta szólókarrierjét. A Pied Pipers később nagyzenekar nélkül is sikeres volt. Felvételeket készítettek a Capitol Records-nak. Sokat dolgoztak a dalszerzővel (a Capitol alapítójával), Johnny Mercerrel is.
1944-ben a Sweet and Low-Down című film nagy sikert aratott. 1944-47-ben a The Pied Pipers gyakran énekeltek Frank Sinatrával a rádióműsorában.
1950-ben Sue Allen váltotta June Huttont, majd később Virginia Marcy. Az 1950-es években a televízióban is felléptek. Az 1960-as években a Tommy Dorsey Ghost Band-szel léptek fel.
1998-ban Johnny Mercer Ac-Cent-Tchu-Ate the Positive című slágere  bekerült a Grammy Hírességek Csarnokába.

## Tagok
- Jo Stafford
- John Huddleston
- Hal Hopper
- Chuck Lowry
- Bud Hervey
- George Tait
- Woody Newbury
- Dick Whittinghill

## Díjak
- 2021: Vocal Group Hall of Fame